# خیابان کرنلیا (ترانه)
«خیابان کرنلیا» (انگلیسی: Cornelia Street) ترانه‌ای از تیلور سوئیفت، خواننده-ترانه‌سرای آمریکایی، برگرفته از هفتمین آلبوم استودیویی‌اش عاشق است که در ۲۳ اوت ۲۰۱۹ از طریق ریپابلیک رکوردز منتشر شد. سوئیفت خودش به تنهایی ترانه را نوشت و آن را با جک آنتونوف تهیه کرد.
سوئیفت گفت که «خیابان کرنلیا» یکی از شخصی‌ترین ترانه‌های آلبوم عاشق است. عنوان این ترانه به خیابانی در محله دهکده گرینیچ نیویورک اشاره دارد، جایی که سوئیفت یک خانهٔ شهری در آن‌جا اجاره کرده بود. متن ترانه‌ها دربارهٔ سوئیفت است که پس از اینکه در طول رابطهٔ مشترکش با فراز و نشیب‌هایی روبرو شده‌است، هرگز اجازه نمی‌دهد علاقه‌اش نسبت به عشقش از بین برود. این ترانه الکتروپاپ توسط یک خط ساز شستی‌دار فلوت مانند، آهنگ‌های ظریف پیانو و یک پس‌زمینه سینث ساخته شده‌است.
در نقدهای آلبوم عاشق، منتقدان موسیقی از ترانه‌سرایی داستانی سوئیفت و تولید احساسی آن استقبال کردند و «خیابان کرنلیا» را به عنوان نکته برجستهٔ آلبوم ذکر کردند. این ترانه در فهست بهترین ترانه‌های Uproxx در سال ۲۰۱۹ قرار گرفت. با انتشار عاشق، این ترانه وارد جدول تک‌آهنگ‌های استرالیا (شماره ۴۰)، ۱۰۰ آهنگ داغ کانادا (شماره ۵۱) و ۱۰۰ تک‌آهنگ داغ بیلبورد (شماره ۵۷) شد. در ۱۸ مه ۲۰۲۰، یک نسخهٔ زنده از ترانه، ضبط‌شده در کنسرت شهر عاشق در پاریس در سپتامبر ۲۰۱۹، در سیستم عامل‌های دیجیتالی منتشر شد.